# Hans Goller
Hans Goller SJ (* 3. Oktober 1942 in Kastelruth) ist ein italienischer Philosoph und Theologe.

## Leben
Er studierte Philosophie am Berchmanskolleg in Pullach bei München (Lic. phil. 1970), Psychologie an der Saint Louis University und Xavier University (Cincinnati) (Master in Clinical Psychology 1973), Psychologie an der Universität Innsbruck (Dr. phil. 1978) und Theologie in Innsbruck (Magister Theologiae 1982). Die Psychotherapieausbildung absolvierte er in Verhaltenstherapie (ÖGVT Österreichische Gesellschaft zur Förderung der Verhaltensforschung, Verhaltensmodifikation und Verhaltenstherapie 1976–1980) und Gesprächspsychotherapie (ÖGWG Gesellschaft für wissenschaftliche, klientenzentrierte Psychotherapie und personenorientierte Gesprächsführung 1979–1983). Er lehrte Psychologische und Philosophische Anthropologie an der Hochschule für Philosophie München (1982–2000), deren Rektor er von 1994 bis 1999 war. Von 2000 bis zum Ruhestand 2008 lehrte er als Universitätsprofessor am Institut für Christliche Philosophie in Innsbruck.
Seine Arbeitsschwerpunkte sind philosophische Grenzfragen der empirischen Psychologie.